# Jordan Valeriote
Jordan Valeriote (pron. /ˈdʒɔːdn vəˈlɛrɪət/; 31 marzo 1987) è un produttore discografico e chitarrista canadese, noto per aver prodotto gli ultimi album dei Silverstein e dei Dead and Divine. Possiede uno studio di registrazione a Guelph, in Ontario, chiamato Sundown Studio.

## Biografia
Ha studiato al Fanshawe College di London tra il 2006 ed il 2007. Prima di intraprendere la carriera di produttore discografico, ha suonato la chitarra in diverse band della sua zona. Nel luglio del 2007 è entrato al Cherry Beach Sound, famoso studio di Toronto, come assistente ingegnere. Qui ha lavorato a dischi di Usher, Timbaland, Serena Ryder e i The Jonas Brothers. Ha poi deciso di creare il proprio studio, basandosi a Guelph, dove ha fondato il Sundown Studio nel gennaio del 2008, pur continuando a lavorare come freelance anche per il Cherry Beach Sound. Ha inizialmente lavorato come produttore, ingegnere e mixer per diverse band locali; ha anche suonato la chitarra nell'album Look Outside Your Window dei What If This Dream Is All We Have?, in quello omonimo di Elsa Jayne e per la canzone Hide Me di Amy Savin. Nel 2010 ha avuto la grande opportunità di produrre il quinto album dei Silverstein (Rescue), una delle principali band sulla scena post-hardcore, grazie all'amicizia che legava Jordan alla band ed alla vicinanza del suo studio alla residenza del gruppo; inoltre, produce l'ultimo album dei Dead and Divine prima dello split, Antimacy, ed il primo disco dei Counterparts, Prophets.
Nel 2011 lavora ancora assieme ai Silverstein per produrre il mini-album Short Songs, seguito ad inizio 2013 dall'album This Is How the Wind Shifts.
Nel 2012 ha lanciato assieme all'amico Mark Sylvester una compagnia di applicazioni per iPhone chiamata The App Ward, la cui prima app, "Stickman Trampoline", è stata resa disponibile il 16 dicembre.
Jordan è di religione cristiana ed è sposato con Sarah dal 27 agosto 2011.

## Discografia
- 2008 - Elsa Jayne - Elsa Jayne (Produttore, ingegnere, mixer e chitarra)
- 2008 - Play Oliver - Pacifically (Produttore, ingegnere e mixer di alcune tracce)
- 2008 - The Sun, the Rain, the Appleseed - Eucatastrophe (Produttore, ingegnere e mixer)
- 2009 - Kingdoms - Daughters of Atlas, EP (Produttore, ingegnere e mixer)
- 2009 - Oceans - The Great Divide (Ingegnere e mixer)
- 2009 - We Are Bravest - Eventually (Produttore, ingegnere e mixer)
- 2009 - What If This Dream Is All We Have? - Look Outside Your Window (Produttore, ingegnere, mixer e chitarra)
- 2010 - Centuries Apart - Malachi, EP (Ingegnere e mixer)
- 2010 - King Cobra - King Cobra (Produttore, ingegnere e mixer)
- 2010 - Monolith - Monolith (Mixer)
- 2010 - Silverstein - Transitions, EP (Produttore e ingegnere)
- 2010 - Structures - All of the Above, EP (Produttore, ingegnere e mixer)
- 2010 - The Decay - This Month's Rent (Produttore, ingegnere e mixer)
- 2010 - The Intake of Glass - Victims of Circumstance (Ingegnere e mixer)
- 2011 - Amy Savin - Skylines (Produttore, ingegnere, mixer e chitarra per Hide Me)
- 2011 - Body Doubles - Wish Me Luck, I Am to Please, EP (Produttore, ingegnere e mixer)
- 2011 - Borealis - Fall From Grace (Ingegnere e mixer)
- 2011 - Counterparts - Prophets (Produttore, ingegnere e mixer)
- 2011 - Dead and Divine - Antimacy (Produttore, ingegnere e mixer)
- 2011 - Horizons - It's All Worth Reaching For, EP (Produttore, ingegnere e mixer)
- 2011 - Lifestory:Monologue - Drag Your White Fur - Make It Grey (Mixer)
- 2011 - Lifestory:Monologue - Thornberry, EP (Mixer)
- 2011 - Silverstein - Rescue (Produttore e ingegnere)
- 2011 - Silverstein - Runaway, canzone (Produttore, ingegnere e mixer)
- 2012 - Abide - Spectrums, EP (Produttore, ingegnere e mixer)
- 2012 - Body Doubles - Sun & Showers, EP (Produttore, ingegnere e mixer)
- 2012 - Cardinals Pride - Priorities, EP (Produttore, ingegnere e mixer)
- 2012 - Deterrence - Good Luck Hate, EP (Produttore, ingegnere e mixer)
- 2012 - Horizons - Singles, EP (Produttore, ingegnere e mixer)
- 2012 - Intervals - In Time, EP (Produttore, ingegnere e mixer)
- 2012 - Mandroid Echostar - Mandroid Echostar, EP (Produttore, ingegnere e mixer)
- 2012 - Silverstein - Short Songs (Produttore, ingegnere e mixer)
- 2012 - Sleep When You're Dead - Last Lungs, EP (Produttore, ingegnere e mixer)
- 2012 - The Afterimage - Formless, EP (Produttore, ingegnere e mixer)
- 2012 - The Afterimage - The Seeking, canzone
- 2012 - Three Crowns - MMXII, EP (Produttore, ingegnere e mixer)
- 2013 - AURAS - Adverse Condition, canzone (Produttore, ingegnere e mixer)
- 2013 - Cardinals Pride - Parallel (Carte Blanche), canzone (Mixer)
- 2013 - Heavy Hearts - Jacoba, EP (Produttore, ingegnere e mixer)
- 2013 - Great Lakes - What We Leave Behind (Mixer)
- 2013 - Mandroid Echostars - Citadels, EP (Produttore, ingegnere e mixer)
- 2013 - Of Reverie - Dreamcatcher, EP (Mixer)
- 2013 - Silverstein - Four Minutes Being Cool, EP (Ingegnere e mixer)
- 2013 - Silverstein - Smashed into Pieces 2013, canzone (Produttore, ingegnere e mixer)
- 2013 - Silverstein - This Is How the Wind Shifts (Produttore, ingegnere e mixer, compresa la riedizione Addendum)
- 2013 - Skynet - The Wild, EP (Mixer)
- 2013 - Surroundings - Diclonius, canzone (Mixer)
- 2013 - Take the Throne - Deserter, canzone (Mixer)
- 2013 - The Twins - Inner Demons, EP (Produttore, ingegnere e mixer)
- 2013 - Zack & The Morrises - Digital Teaser (Mixer)
- 2014 - Neck Deep - Wishful Thinking (Mixer)
- 2015 - Soul Secret - "4" (Mixer)
- 2016 - Nick Johnston - Remarkably Human (Mixer)